# Strzelce 2
Strzelce 2 (biał. Стральцы 2; ros. Стрельцы 2) – wieś na Białorusi, w obwodzie grodzieńskim, w rejonie grodzieńskim, w sielsowiecie Skidel.

## Historia
Dawniej w województwie trockim Rzeczypospolitej Obojga Narodów. W czasach zaborów w granicach Imperium Rosyjskiego, w guberni grodzieńskiej. W latach 1921–1939 wieś leżała w Polsce, w województwie białostockim, w powiecie grodzieńskim, w gminie Skidel.
Według Powszechnego Spisu Ludności z 1921 roku zamieszkiwało tu 251 osób, 6 było wyznania rzymskokatolickiego, 245 prawosławnego. Jednocześnie 11 mieszkańców zadeklarowało polską przynależność narodową, 231 białoruską a 1 inną. Było tu 50 budynków mieszkalnych. Obejmowała wówczas obecne wsie Strzelce 1 i Strzelce 2.
Miejscowość należała do parafii prawosławnej w Milkowszczyźnie i rzymskokatolickiej w Kamionce. Podlegała pod Sąd Grodzki w Skidlu i Okręgowy w Grodnie; właściwy urząd pocztowy mieścił się w Skidlu.
W wyniku napaści ZSRR na Polskę we wrześniu 1939 miejscowość znalazła się pod okupacją sowiecką. 2 listopada została włączona do Białoruskiej SRR. 4 grudnia 1939 włączona do nowo utworzonego obwodu białostockiego. Od czerwca 1941 roku pod okupacją niemiecką. 22 lipca 1941 r. włączona w skład okręgu białostockiego III Rzeszy. W 1944 miejscowość została ponownie zajęta przez wojska sowieckie i włączona do obwodu grodzieńskiego Białoruskiej SRR.
Od 1991 wchodzi w skład Białorusi.